# Scopula megalostigma
Scopula megalostigma là một loài bướm đêm trong họ Geometridae.